# 田中幸夏
田中 幸夏（たなか さちか、1987年7月27日 - ）は、日本の元女子プロ野球選手。

## 経歴
兄の影響で幼い頃から野球が身近にあり、初めて遊んだおもちゃは野球のボール。小学校時代は地元の少年クラブ、中学時代は軟式野球部に所属し、同級生の女子(現・川西緑台高校野球部コーチ)とともに男子に混じってプレーをする。中学では1年生からレギュラー捕手だった。しかし、男女の差を常に感じており女子の頂点を目指すべく女子野球の名門神村学園高等学校に入学。2年次には第1回IBAF女子ワールドカップ日本代表に選出・準優勝に輝いたほか、部活では遊撃手として夏の全国高校選手権大会での優勝に貢献した。その後は手に職を就けるために専門学校に3年間通い、野球からは離れていたが、2009年に医療関係の仕事に就き、同時に女子野球クラブチーム大阪BLESSに入団。
2009年の日本女子プロ野球機構トライアウトを受験し合格、同年12月のドラフト会議で兵庫スイングスマイリーズへの加入が決定した。プロ1年目は主にセカンドとして全試合に出場し、打率.285を残した。その後、同チームで5年間プレーし、2014年シーズン後任意引退。
引退後、塁BBC、ZENKO BEAMSでプレー。

## 詳細情報

### 年度別打撃成績
| 年 度     | 球 団        | 試 合 | 打 席 | 打 数 | 得 点 | 安 打 | 二 塁 打 | 三 塁 打 | 本 塁 打 | 塁 打 | 打 点 | 盗 塁 | 盗 塁 死 | 犠 打 | 犠 飛 | 四 球 | 敬 遠 | 死 球 | 三 振 | 併 殺 打 | 打 率 | 出 塁 率 | 長 打 率 | O P S |
| --------- | ------------ | ----- | ----- | ----- | ----- | ----- | -------- | -------- | -------- | ----- | ----- | ----- | -------- | ----- | ----- | ----- | ----- | ----- | ----- | -------- | ----- | -------- | -------- | ----- |
| 2010      | スマイリーズ | 40    | 160   | 130   | 21    | 37    | 4        | 2        | 0        | 45    | 16    | 14    | 3        | 9     | 1     | 15    | -     | 5     | 8     | 3        | .285  | .377     | .346     | .723  |
| 2011      | スマイリーズ | 50    | 173   | 146   | 21    | 50    | 4        | 4        | 0        | 62    | 28    | 14    | 3        | 10    | 0     | 13    | -     | 4     | 11    | 3        | .342  | .411     | .425     | .836  |
| 2012      | スマイリーズ | 40    | 150   | 126   | 23    | 43    | 12       | 1        | 0        | 57    | 23    | 8     | 5        | 3     | 2     | 16    | -     | 3     | 15    | 3        | .342  | .422     | .452     | .874  |
| 2013      | ディオーネ   | 45    | 154   | 144   | 13    | 39    | 8        | 1        | 0        | 49    | 21    | 13    | 0        | 0     | 3     | 7     | -     | 0     | 10    | 1        | .271  | .299     | .340     | .639  |
| 2014      | ディオーネ   | 32    | 106   | 93    | 9     | 24    | 3        | 0        | 0        | 27    | 8     | 6     | 0        | 6     | 3     | 3     | -     | 1     | 7     | 2        | .258  | .280     | .290     | .570  |
| JWBL：5年 | JWBL：5年    | 207   | 743   | 639   | 87    | 193   | 31       | 8        | 0        | 240   | 96    | 55    | 11       | 28    | 9     | 54    | -     | 13    | 51    | 12       | .302  | .364     | .376     | .739  |

- 「-」は記録なし。
- 太字はリーグ1位。
- スマイリーズは、2013年にディオーネに球団名を変更。

### 代表歴
- 第1回IBAF女子ワールドカップ

### 背番号
- 6 （2010年 - 2015年）